# Клубный футболист года по версии УЕФА

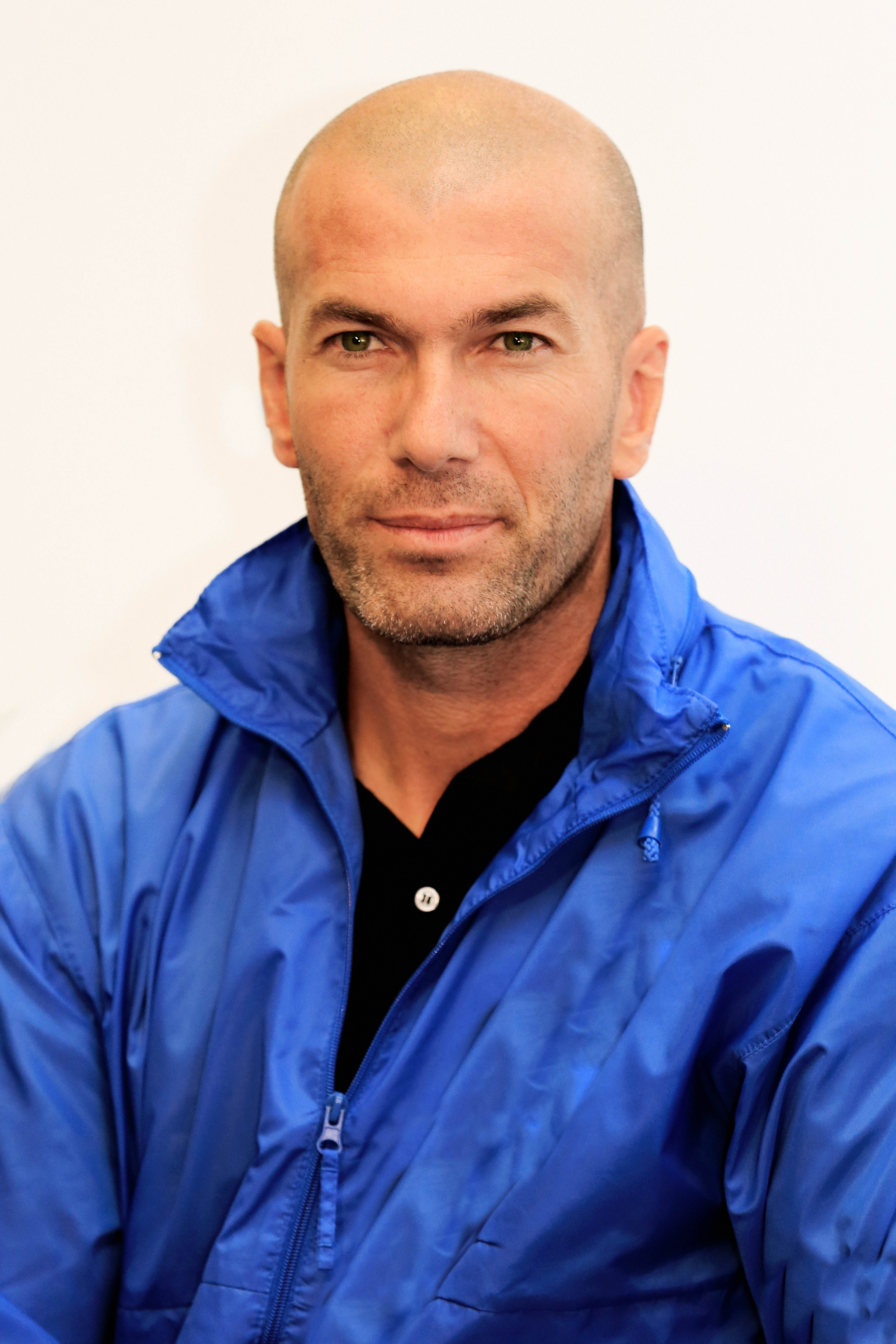
Зинедин Зидан стал обладателем награды в 2002 году.

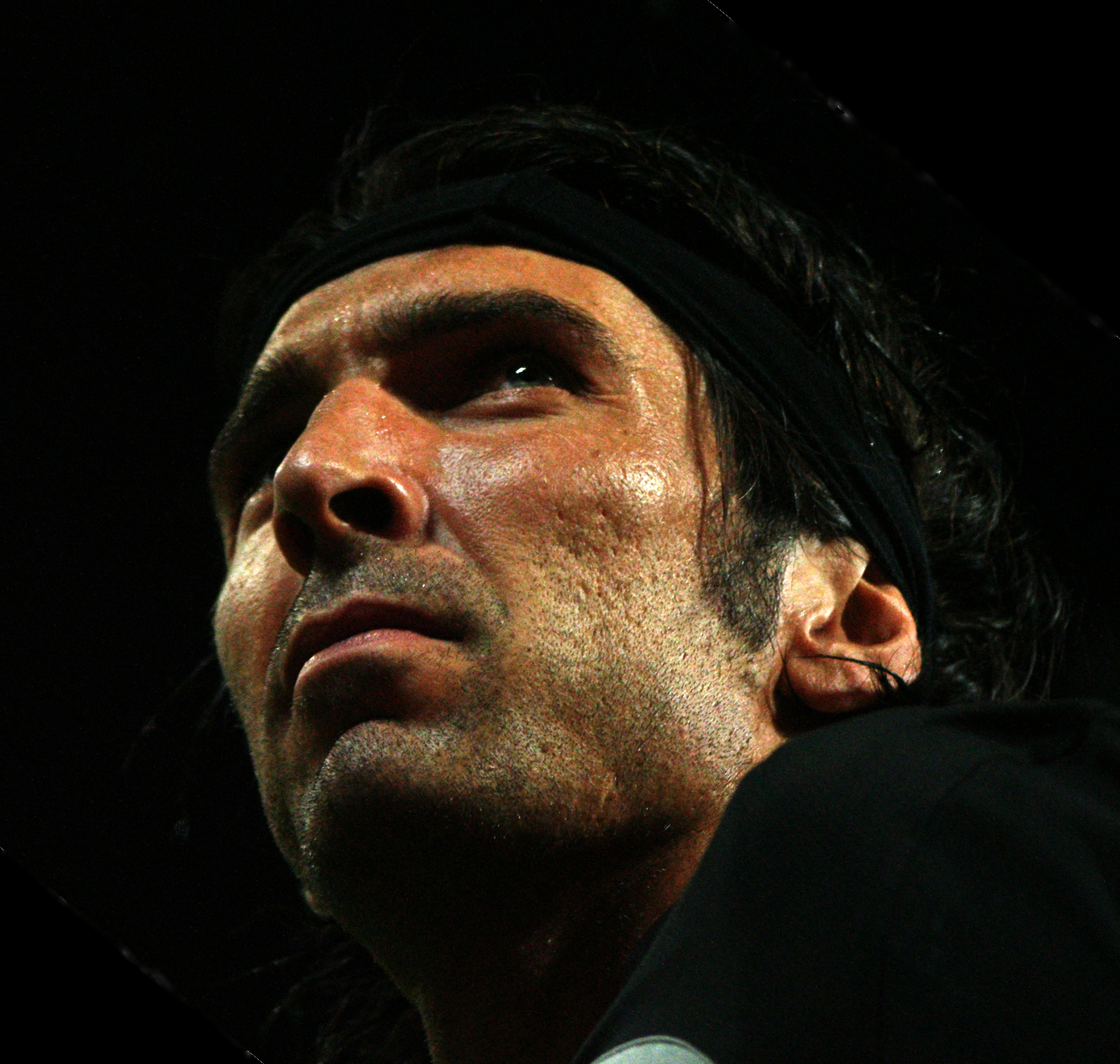
Джанлуиджи Буффон стал обладателем награды в 2003 году, а также выиграл приз «Лучший вратарь сезона».

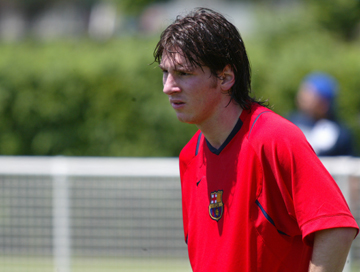
Лионель Месси стал обладателем награды в 2009 году, а также выиграл приз «Лучший нападающий сезона».

Клубный футболист года по версии УЕФА (англ. UEFA Club Footballer of the Year) — награда лучшему футболисту сезона в клубном европейском футболе, ежегодно вручаемая УЕФА. Эта награда, а также звание лучшего вратаря, лучшего защитника, лучшего полузащитника и лучшего нападающего по версии УЕФА, вручается в конце каждого сезона на специальном праздничном концерте, который проводится в Монако накануне проведения матча на Суперкубок УЕФА. Награда присуждается с 1998 года, а её первым обладателем является Роналдо, который на тот момент выступал в итальянском «Интере».

## 2005/2006
Роналдиньо выиграл приз в сезоне 2005/06. Он был ключевым игроком «Барселоны», которая выиграла Чемпионат Испании и Лигу чемпионов, обыграв в финальном матче английский «Арсенал». В розыгрыше Лиги чемпионов 2005/06 Роналдиньо забил 7 мячей и сделал 4 голевые передачи в 12 матчах.

## 2006/2007
В сезоне 2006/07 награды УЕФА удостоился ещё один бразилец, игрок «Милана» Кака. Он стал лучшим бомбардиром этого розыгрыша Лиги чемпионов, забив 10 мячей в 14 матчах, а также удостоился приза «Лучший нападающий турнира».

## 2007/2008
Криштиану Роналду из английского «Манчестер Юнайтед» стал обладателем награды в сезоне 2007/08. Он стал лучшим бомбардиром розыгрыша Лиги чемпионов сезона 2007/08, забив 8 мячей в 11 матчах, а также удостоился приза «Лучший нападающий турнира».

## 2008/2009
В сезоне 2008/09 награды УЕФА удостоился аргентинец, игрок «Барселоны» Лионель Месси. Он стал лучшим бомбардиром этого розыгрыша Лиги чемпионов, забив 9 мячей в 12 матчах, а также удостоился приза «Лучший нападающий турнира».

## Призёры

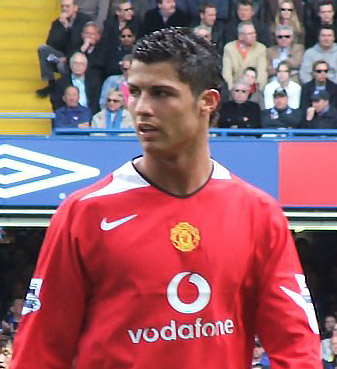
Криштиану Роналду

Ниже представлен список всех обладателей этой престижной награды:
| Сезон     | Национальность | Игрок             | Позиция на поле | Клуб              | Другие награды      |
| --------- | -------------- | ----------------- | --------------- | ----------------- | ------------------- |
| 1997/98   | Бразилия       | Роналдо           | Нападающий      | Интер             | Лучший нападающий   |
| 1998/99   | Англия         | Дэвид Бекхэм      | Полузащитник    | Манчестер Юнайтед | Лучший полузащитник |
| 1999/2000 | Аргентина      | Фернандо Редондо  | Полузащитник    | Реал Мадрид       |                     |
| 2000/01   | Германия       | Штефан Эффенберг  | Полузащитник    | Бавария           |                     |
| 2001/02   | Франция        | Зинедин Зидан     | Полузащитник    | Реал Мадрид       |                     |
| 2002/03   | Италия         | Джанлуиджи Буффон | Вратарь         | Ювентус           | Лучший вратарь      |
| 2003/04   | Португалия     | Деку              | Полузащитник    | Порту             | Лучший полузащитник |
| 2004/05   | Англия         | Стивен Джеррард   | Полузащитник    | Ливерпуль         |                     |
| 2005/06   | Бразилия       | Роналдиньо        | Полузащитник    | Барселона         |                     |
| 2006/07   | Бразилия       | Кака              | Полузащитник    | Милан             | Лучший нападающий   |
| 2007/08   | Португалия     | Криштиану Роналду | Полузащитник    | Манчестер Юнайтед | Лучший нападающий   |
| 2008/09   | Аргентина      | Лионель Месси     | Нападающий      | Барселона         | Лучший нападающий   |
| 2009/10   | Аргентина      | Диего Милито      | Нападающий      | Интер             | Лучший нападающий   |